# Hamataliwa schmidti
Hamataliwa schmidti là một loài nhện trong họ Oxyopidae.
Loài này thuộc chi Hamataliwa. Hamataliwa schmidti được Eduard Reimoser miêu tả năm 1939.